# Stainpeißhaus

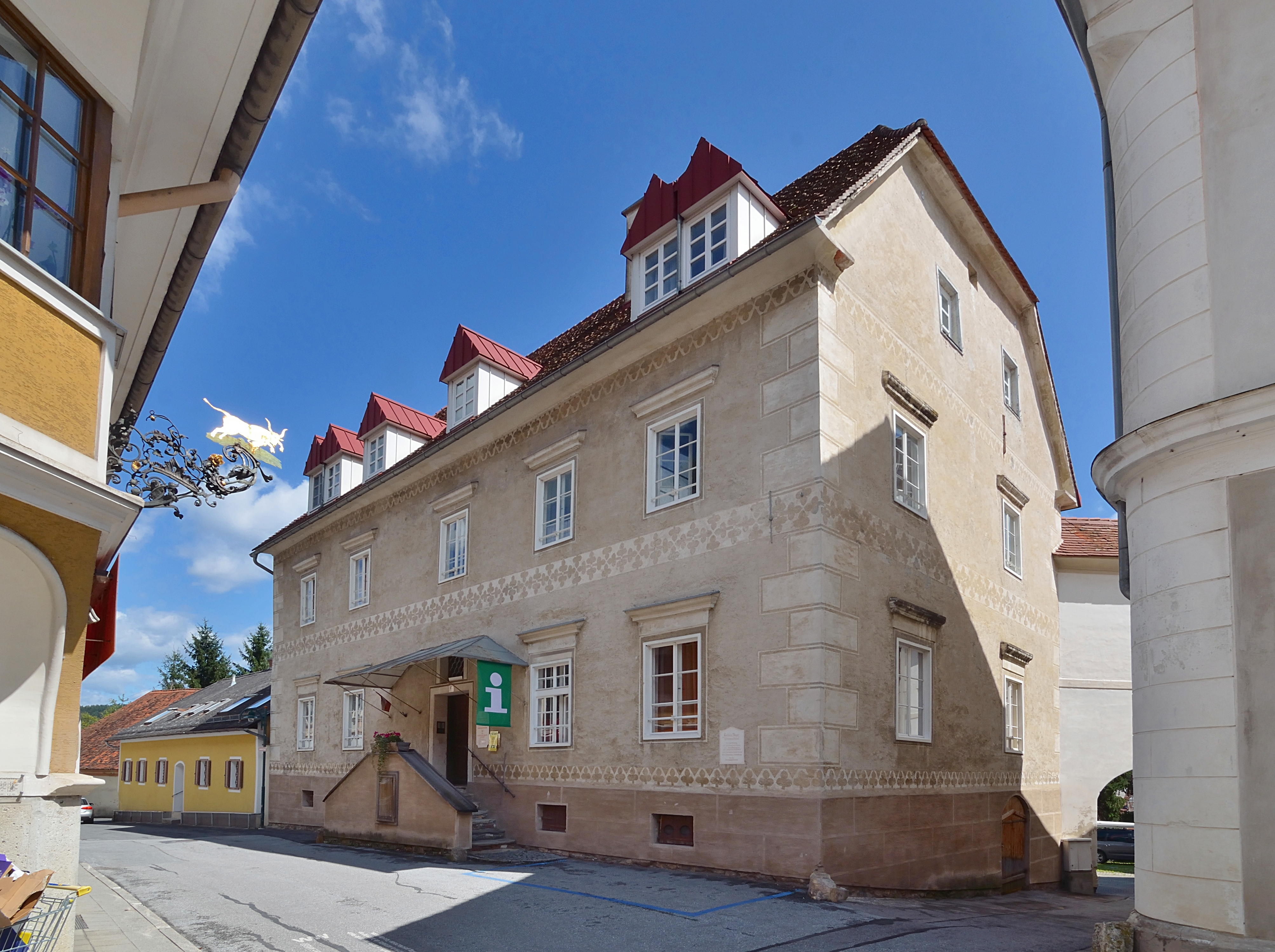
Stainpeißhaus in Anger

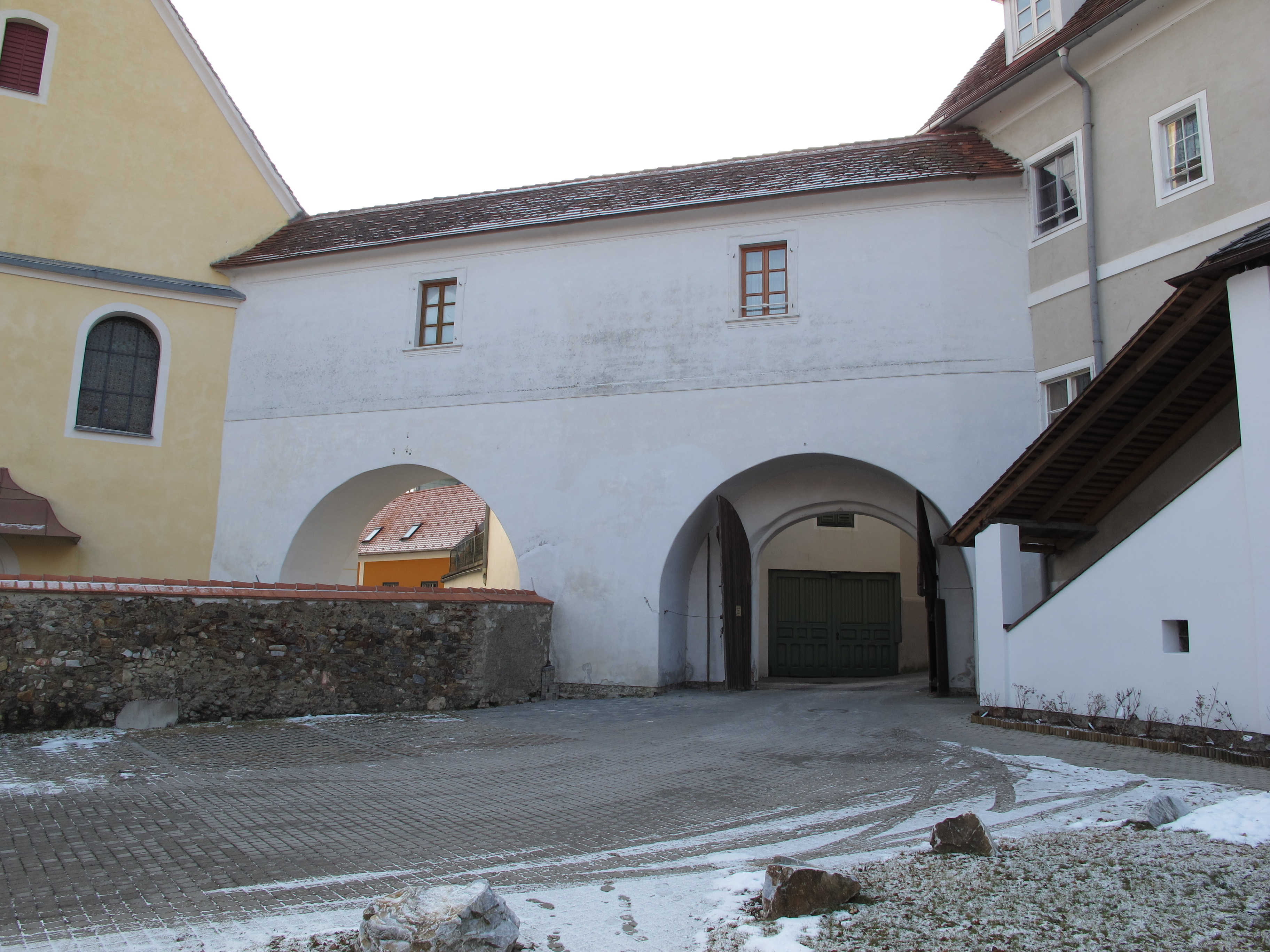
Verbindungsgang zur Pfarrkirche

Das Stainpeißhaus steht auf Hauptplatz 15 in der Marktgemeinde Anger im Bezirk Weiz in der Steiermark. Das ehemalige Freihaus steht unter Denkmalschutz (Listeneintrag) und ist mit einem Verbindungsgang mit der Pfarrkirche Anger baulich verbunden.

## Beschreibung
Der Verwaltungssitz ist nach den Dienstmannen Steinpeiss der Stubenberger benannt. Seyfried Steinpeiss erwarb das Objekt im Jahre 1412.
Unter den Teuffenbach wurde in der 2. Hälfte des 16. Jahrhunderts ein stattlicher zweigeschoßiger Neubau errichtet, der mit der Kirche über einen Gang verbunden ist, der auf zwei Schwibbögen ruht. Das Haus zeigt auf der Straßenseite ornamentale Sgraffiti. Innen sind teilweise noch die alten schön eingefügten Balkendecken und verzierten Türen sowie ein reliefierter Kamin erhalten.